# 公野勉
公野 勉（くの つとむ、1967年8月1日 - ）は、日本の事業家・映画プロデューサー・映画監督である。日本大学講師と文京学院大学教授。元東京大学大学院情報学環特任准教授。日本映画監督協会所属。

## プロフィール
山口県生まれ。SFX映像とキャラクタービジネスの老舗円谷プロダクションにおいて、ウルトラマン等のマーチャンダイジング映像を中心に、特撮テレビコンテンツの製作・事業運営に従事し、版権利用を事業の特徴とする実業家。映画プロデューサー。
映画プロデューサーとして、配給会社ギャガ・コミュニケーションズの製作・配給部門に在籍時代、製作作品の全国配給・単館配給のロードショー事業を行い、流通と製造の両面を管掌した。
当時、同系資本であった日活へギャガより転籍した後、配給・製作部門の取締役に就任。同社が撤退して久しかった全国配給機能を新設、全国公開作品群の開発と整備を行った。市場規模と配給規模の事前算出による製作費原価を設定するという、クリエイティブ先行ではない、市場逆算型のコンテンツ製作を旨としている。また後進育成のために2005年から2008年度まで東京大学大学院情報学環において「映画産業論」の特任准教授として講義を行っていたほか、現在も日本大学で「メディア・ビジネス論」、文京学院大学で「コンテンツプロデュース論」他の教鞭を取っている。

## 略歴
- 日本大学卒業後、1993年に同大学院を修了。在学時に日本テレビで助監督をし、岡本喜八の内弟子であるNTVのドラマ演出家石橋冠に師事。
- 1993年、円谷プロダクション入社。同年、同根の円谷映像へ移籍。
- 1994年、劇場用作品『エコエコアザラク』でプロデューサー補、1995年にはプロデューサーに昇格。
- 1995年、東北新社へ移籍、『目を閉じて抱いて』（内田春菊原作）、『紅色の夢』（花村萬月原作）、『キメイラ』（アニメ）、『イノセントワールド』（竹内結子、安藤政信主演）、『冷たい血』（青山真治監督）、『鮫肌男と桃尻女』（浅野忠信主演）等を製作。
- 1999年、ギャガ・コミュニケーションズに移籍。ギャガでの製作作品は『A・LI・CE』、『Malice@Doll』、『BLUE REMAINS』等のCG映画、および『19』、『infinity∞波の上の甲虫』、『Soundtrack』、『真夜中に交わした約束』、『月のあかり』、『RED HARP BRUCE』、『NOEL』、『八月のかりゆし』等の音楽映画と全国公開作品『バトル・ロワイアルII』。
- 2002年、当時、同系資本だった日活へ転籍、2005年には映像開発本部本部長・配給部長兼製作部長に着任した。日活での製作作品は2004年12月東映系全国公開の『レディ・ジョーカー』（高村薫原作、渡哲也主演）と、2007年公開の巨匠＆話題・新人監督の混成作品『ユメ十夜』。
- 2004年、日本大学法学部新聞学科『メディア・ビジネス論』『情報メディア演習』講師となる。
- 2005年、東京大学大学院情報学環『映画産業論』『映画ゼミ』特任准教授に着任(2008年度まで)。
- 2006年、当時の親会社ナムコの資本移動に伴って日活の役員を退任、離脱後、GDHにおいて『アフロサムライ』などのデジタル映画配給事業を支援。
- 2009年、玩具メーカー・タカラトミー社において映画事業を中心にコンテンツのスーパーバイズを行い（2014年まで)、同社子会社である竜の子プロダクションの取締役に就任。（2010年退任）。
- 2010年、文京学院大学経営学部『エンタテイメント・ビジネス論』『コンテンツ・マネジメント論』『知的財産権』特任教授に着任。竜の子プロダクション取締役を退任。
- 2011年、映劇株式会社社外取締役に着任。
- 2012年、株式会社ランドックスタジオ社外取締役に着任。
- 2013年、沖縄県産業振興公社アドバイザリーボードに着任。
- 2014年、株式会社白組コンテンツ・スーパーバイザーに着任。

## 特徴
公野には映画事業者として大きく4つの特徴がある。
1. 『鮫肌男と桃尻女』のような渋谷系エッジ・ムービーから、CGムービー、アニメーション作品、または『レディ・ジョーカー』のような文芸作品等、単館作品から全国公開作品まで、幅広く手掛けるオールラウンドプレイヤーであるのが第1の特徴である[3][4][5][要出典]。
2. もともと円谷プロダクションのようなキャラクター系映像製作を出自としているために、特撮やキャラクター作品への志向が強いと言われるが、むしろ円谷時代に培った特撮技術を持ち込んだ映画製作技法が公野の第2の特徴と言える[6]。[要出典]『紅色の夢』『infinity∞波の上の甲虫』『Soundtrack』『真夜中に交わした約束』『NOEL』『八月のかりゆし』などは、通来の邦画の作風とは赴きを異にして、伝統的な特撮や先端デジタル技法を用いた作風が目立つ（現在では普通に使用されている HD-camによる全編撮影は彼の作品が世界初となる[7]。またデジタル上映機（DLP）による日本初の商業上映は公野の作品によって行われている）[8][9]。ただこれは技術に偏ると言うことではなく、むしろ特撮やデジタル技法を駆使することにより、映画が本来的に持つテーマや演出の効果的なパフォーマンスを狙ったのであり、さらに技術的話題を創出することによって効果的な宣伝展開を目論んだものである[10][5]。[要出典]
3. そして第3の特徴として、公野がプログラム・ピクチャー（商業計画的作品製作）を標榜する映画製作者である点。公野は円谷プロダクション時代、マーチャンダイジング事業による安定的な製作体制を体感していたために、(1)独自制作ラインの開発・整備、(2)キャラクター作品、という2点への拘りが強い[11][12]。それはこの2点の制作モードこそが安定的な製作事業の源泉となると捉えているためと考えられる[13][14][5]。独立系製作現場での経済的困窮を長年経験してきたこともあり、そのプロデュース・スタイルはすべての事業責任（つまり経済的責任）をプロデューサーが負う代りに、監督に対してその資本的要望を強く提案するタイプであるが、一度組んだスタッフはその後も公野と組むケースが多い[10][15][5]。[要出典]
4. 一方で新人クリエイターの育成に腐心しており、常に新人クリエイターに商業作品へ参加させることを志向している。これが公野の第4の特徴と言える。またこの特徴の発展的ケースとして、公野は東京大学大学院において、「映画産業論」の講義を行い（2005年～2008年度）現在も日本大学、文京学院大学において講師を務めている[16][17][18][19][20][21][22]。

## フィルモグラフィ
- 1999年 『鮫肌男と桃尻女』渋谷シネセゾン動員記録/ロッテルダム国際映画祭正式招待
- 2000年 『A・LI・CE』フル3DCGアニメ作品 日本初DLP興行作品
- 2001年 『infinity』 アテネ国際映画祭/ベルリンβ映画祭正式招待 世界初全編HD-cam24P撮影
- 2001年 『19』 サラエヴォ映画祭新人監督特別賞受賞/トロント国際映画祭ほか10カ国映画祭招待
- 2001年 『soundtrack』セマナ国際ファンタスティック映画祭最優秀撮影監督賞・最優秀脚本賞。SUGIZO・柴咲コウ主演
- 2002年 『記憶の音楽 -Gb-』 SOPHIA、松岡充主演
- 2003年 『NOEL』 平良とみ主演 HD-cam24P撮影作品
- 2003年 『バトル・ロワイアルII 鎮魂歌』 全国東映系公開作品
- 2003年 『八月のかりゆし』 松田龍平主演、村山富市（第81代首相）出演
- 2005年 『レディ・ジョーカー』 高村薫原作、渡哲也主演、全国東映系公開作品
- 2006年 『輪廻』 優香、椎名桔平、香里奈主演 全国東宝系公開作品
- 2006年 『笑う大天使』 上野樹里主演 シネリーブル系全国公開作品
- 2007年 『ユメ十夜』 東京国際映画祭正式招待
- 2008年 『Blue Symphony』 東京国際映画祭正式招待
- 2009年 『劇場版デュエル・マスターズ 黒月の神帝』＆『劇場版 ペンギンの問題 幸せの青い鳥でごぺんなさい 』全国東宝系公開作品
- 2010年 『劇場版ポケットモンスター ダイヤモンド&パール 幻影の覇者 ゾロアーク』
- 2012年 『お焼香』都内単館配給作品
- 2012年 『瞬間少女』都内単館配給作品
- 2015年 『GAMBA ガンバと仲間たち』全国東映系公開作品
- 2018年 『維新烈風 天狗判官』劇場配給作品 監督作品
- 2022年 『HARDBLUE 蒼穹』劇場配給作品 監督作品